# Euonymus sieboldianus
Euonymus sieboldianus är en benvedsväxtart som beskrevs av Bl. Euonymus sieboldianus ingår i släktet Euonymus och familjen Celastraceae. Utöver nominatformen finns också underarten E. s. sanguineus.